# Saint-Eustache-la-Forêt
Saint-Eustache-la-Forêt és un municipi francès situat al departament del Sena Marítim i a la regió de Normandia. L'any 2007 tenia 1.095 habitants.

## Demografia

### Població
El 2007 la població de fet de Saint-Eustache-la-Forêt era de 1.095 persones. Hi havia 419 famílies de les quals 92 eren unipersonals (48 homes vivint sols i 44 dones vivint soles), 133 parelles sense fills, 166 parelles amb fills i 28 famílies monoparentals amb fills.
La població ha evolucionat segons el següent gràfic:
Habitants censats

### Habitatges
El 2007 hi havia 460 habitatges, 433 eren l'habitatge principal de la família, 14 eren segones residències i 13 estaven desocupats. 389 eren cases i 63 eren apartaments. Dels 433 habitatges principals, 295 estaven ocupats pels seus propietaris, 133 estaven llogats i ocupats pels llogaters i 5 estaven cedits a títol gratuït; 1 tenia una cambra, 22 en tenien dues, 84 en tenien tres, 116 en tenien quatre i 210 en tenien cinc o més. 306 habitatges disposaven pel capbaix d'una plaça de pàrquing. A 195 habitatges hi havia un automòbil i a 201 n'hi havia dos o més.

### Piràmide de població
La piràmide de població per edats i sexe el 2009 era:
| Homes | Edats   | Dones |
| ----- | ------- | ----- |
| 0     | 95 o +  | 0     |
| 0     | 90 a 94 | 0     |
| 4     | 85 a 89 | 4     |
| 0     | 80 a 84 | 0     |
| 0     | 75 a 79 | 12    |
| 16    | 70 a 74 | 16    |
| 40    | 65 a 69 | 28    |
| 12    | 60 a 64 | 36    |
| 32    | 55 a 59 | 24    |
| 48    | 50 a 54 | 28    |
| 80    | 45 a 49 | 56    |
| 52    | 40 a 44 | 44    |
| 20    | 35 a 39 | 56    |
| 44    | 30 a 34 | 32    |
| 40    | 25 a 29 | 36    |
| 36    | 20 a 24 | 24    |
| 56    | 15 a 19 | 56    |
| 48    | 10 a 14 | 68    |
| 40    | 5 a 9   | 24    |
| 28    | 0 a 4   | 20    |

## Economia
El 2007 la població en edat de treballar era de 758 persones, 541 eren actives i 217 eren inactives. De les 541 persones actives 510 estaven ocupades (293 homes i 217 dones) i 31 estaven aturades (10 homes i 21 dones). De les 217 persones inactives 77 estaven jubilades, 58 estaven estudiant i 82 estaven classificades com a «altres inactius».

### Ingressos
El 2009 a Saint-Eustache-la-Forêt hi havia 429 unitats fiscals que integraven 1.114 persones, la mediana anual d'ingressos fiscals per persona era de 19.227 €.

### Activitats econòmiques
Dels 24 establiments que hi havia el 2007, 3 eren d'empreses de fabricació d'altres productes industrials, 8 d'empreses de construcció, 7 d'empreses de comerç i reparació d'automòbils, 1 d'una empresa d'hostatgeria i restauració, 1 d'una empresa financera, 2 d'empreses de serveis i 2 d'empreses classificades com a «altres activitats de serveis».
Dels 9 establiments de servei als particulars que hi havia el 2009, 1 era un taller de reparació d'automòbils i de material agrícola, 3 paletes, 1 fusteria, 1 electricista, 1 empresa de construcció, 1 restaurant i 1 saló de bellesa.
Dels 2 establiments comercials que hi havia el 2009, 1 era una carnisseria i 1 una botiga de material de revestiment de parets i terra.
L'any 2000 a Saint-Eustache-la-Forêt hi havia 15 explotacions agrícoles que ocupaven un total de 258 hectàrees.

## Equipaments sanitaris i escolars
El 2009 hi havia una escola elemental.

## Poblacions més properes
El següent diagrama mostra les poblacions més properes.